# Мужчине живётся трудно. Фильм 3: Его нежная любовь
«Мужчине живётся трудно. Фильм 3: Его нежная любовь» (яп. 男はつらいよ フーテンの寅, отоко-ва цурай ё: футэн но тора; англ. Tora-san, His Tender Love (Tora-San, Part 3)) — японская кинокомедия режиссёра Адзумы Морисаки, вышедшая на экраны в 1970 году. Третий фильм популярного в Японии киносериала о Тора-сане — весёлом бродяге, торговце дешёвым товаром (каких в Японии называют «тэкия») и первый, поставленный не Ёдзи Ямадой, который вернётся к режиссуре начиная с пятой серии и будет неизменным постановщиком всех последующих (вплоть до 48-й) частей этого известного киносериала.

## Сюжет
Уличный торговец вразнос Торадзиро Курума в очередной раз возвращается в дом дяди Тацудзо и тёти Цунэ, которые непременно, как всегда, окажут ему радушный приём. И даже более того, найдут ему невесту и будут настаивать на его женитьбе. Однако, как окажется подобранная ими в невесты девушка любит другого парня, к тому же она беременна. Добродушный Тора-сан возьмётся за организацию свадьбы влюблённых… За счёт своего дяди и тёти. Этой его выходки оказалось достаточно, чтобы тётушка с дядей прогнали его прочь.
Спустя месяц, тётя с дядей едут отдохнуть на курорт, где останавливаются в гостинице, хозяйкой которой является симпатичная молодая вдова по имени Осидзу. И надо же такому случиться, что в этом же отеле пристроился работать их племянник Торадзиро. Естественно, об отдыхе можно забыть. После очередной выходки недотёпы-племянничка дядя с тётей уезжают домой. А Торадзиро начинает ухаживать за хозяйкой гостиницы, надеясь на ответные чувства и перспективу брака с ней. К сожалению, как всегда, наш герой Тора-сан наверное единственный кто не видит, что дама уже имеет другого ухажёра, которому отвечает взаимностью. Это заканчивается непредсказуемо — Торадзиро появляется на телевидении в канун Нового года и рассказывает с экрана о своей любви. Эту телепрограмму видели все, не только сама Осидзу, но и родные Тора-сана — дядя, тётя и сестра Сакура.

## В ролях
- Киёси Ацуми — Торадзиро Курума (или Тора-сан)
- Митиё Аратама — Осидзу
- Тиэко Байсё — Сакура, сестра Тора-сана
- Тиэко Мисаки — Цунэ Курума, тётя Тора-сана
- Син Морикава — Тацудзо Курума, дядя Тора-сана
- Гин Маэда — Хироси Сува
- Акико Номура — Суми
- Ёсико Каяма — Сомэ Сакагути
- Кэндзо Каварасаки — Нобуо
- Масуми Харукава — Комако Накамура
- Кирин Кики — Цубоути, учитель
- Тисю Рю — священник

## Премьеры
- — национальная премьера фильма состоялась 15 января 1970 года в Токио[1].
- — премьера в США 20 октября 1973 года[1].

## О фильме
Огромный зрительский успех и небывалые для тех лет в Японии кассовые сборы первых двух картин серии «Мужчине живётся трудно», спасшие кинокомпанию «Сётику» от банкротства, к коему она была близка в тот момент, естественным образом подвигли продюсеров на съёмки продолжения популярных кинолент. Ёдзи Ямада, поставивший первый две части этого популярного киносериала, отказался от постановки третьей серии в пользу намеченного им проекта для души — фильма «Семья» (отмеченного несколькими национальными кинопремиями). За режиссёрское кресло сел его соавтор по телепроекту о Тора-сане Адзума Морисаки, но уже с пятого фильма Ёдзи Ямада вернётся к постановке последующих серий (вплоть до последней — 48-й), кои неизменно будут встречаться на ура как японской киноаудиторией, так и кинокритиками.